# Теория резонанса
Теория резонанса — теория электронного строения химических соединений, в соответствии с которой распределение электронов в молекулах (в том числе сложных ионах или радикалах) является комбинацией (резонансом) канонических структур с различной конфигурацией двухэлектронных ковалентных связей. Резонансная волновая функция, описывающая электронную структуру молекулы, является линейной комбинацией волновых функций канонических структур.
Иными словами, молекулярная структура описывается не одной возможной структурной формулой, а сочетанием (резонансом) всех альтернативных структур. Теория резонанса — это способ посредством химической терминологии и классических структурных формул визуализировать чисто математическую процедуру построения приближенной волновой функции сложной молекулы.
Следствием резонанса канонических структур является стабилизация основного состояния молекулы; мерой такой резонансной стабилизации является энергия резонанса — разность между наблюдаемой энергией основного состояния молекулы и расчетной энергией основного состояния канонической структуры с минимальной энергией. С позиций квантовой механики это означает, что более сложная волновая функция, представляющая собой линейную комбинацию волновых функций, каждая из которых соответствует одной из канонических структур, точнее описывает молекулу, чем волновая функция структуры с минимальной энергией.

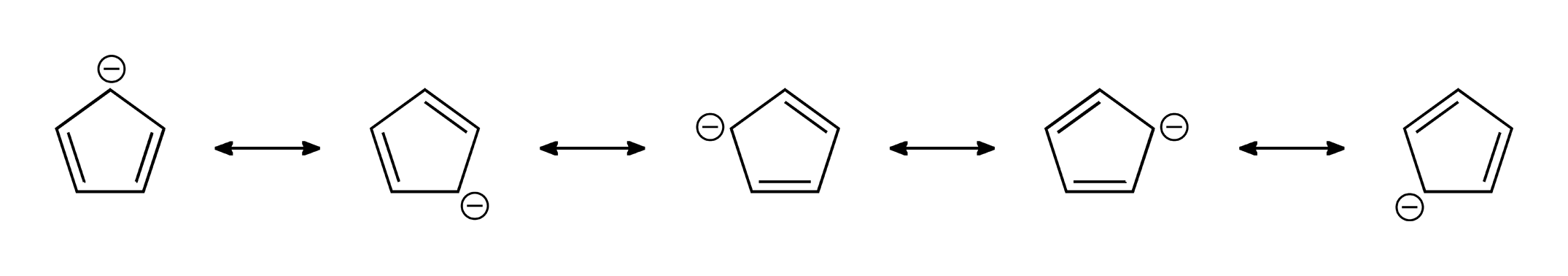
Резонансные структуры циклопентадиенид-иона

## История
Идея резонанса был введена в квантовую механику Вернером Гейзенбергом в 1926 году при обсуждении квантовых состояний атома гелия. Он сравнил структуру атома гелия с классической системой резонирующего гармонического осциллятора.
Модель Гейзенберга была применена Лайнусом Полингом (1928 год) к описанию электронной структуры молекулярных структур. В рамках метода валентных схем Полинг успешно объяснил геометрию и физико-химические свойства целого ряда молекул через механизм делокализации электронной плотности π-связей.
Сходные идеи для описания электронной структуры ароматических соединений были предложены Кристофером Ингольдом. В 1926—1934 годах Ингольд заложил основы физической органической химии, развив альтернативную теорию электронных смещений (теорию мезомерии), призванную объяснить структуру молекул сложных органических соединений, не укладывающуюся в обычные валентные представления. Предложенный Ингольдом для обозначения явления делокализации электронной плотности термин «мезомеризм» (1938), используется преимущественно в немецкой и французской литературе, а английской и русской преобладает «резонанс». Представления Ингольда о мезомерном эффекте стали важной составной частью теории резонанса. Благодаря немецкому химику Фрицу Арндту были введены, ставшие общепринятыми обозначения мезомерных структур при помощи двунаправленных стрелок.

### СССР 1940-50 гг.
В послевоенном СССР теория резонанса стала объектом гонения в рамках идеологических кампаний и была объявлена «идеалистической», чуждой диалектическому материализму — и поэтому неприемлемой для использования в науке и образовании:

«Теория резонанса», будучи идеалистической и агностической, противостоит материалистической теории Бутлерова, как несовместимая и непримиримая с ней;… сторонники «теории резонанса» игнорировали её и извращали её существо.
«Теория резонанса», будучи насквозь механистической, отрицает качественные, специфические особенности органического вещества и совершенно ложно пытается сводить закономерности органической химии к закономерностям квантовой механики…
…Мезомерийно-резонансная теория в органической химии представляет собою такое же проявление общей реакционной идеологии, как и вейсманизм-морганизм в биологии, как и современный «физический» идеализм, с которыми она тесно связана. — Кедров Б.М. Против «физического» идеализма в химической науке. Цит. по 
В 1951 году на Всесоюзной конференции по состоянию теории химического состава органической химии под руководством академика А. Н. Несмеянова резонансная теория Полинга и теория мезомерии Ингольда были объявлены буржуазными и лженаучными.
Гонения на теорию резонанса получили негативную оценку в мировой научной среде. В одном из журналов Американского химического общества в обзоре, посвящённом положению в советской химической науке, в частности, отмечалось:

В большинстве русских статей на эти темы (…), по-видимому, преобладает шовинистическая идея, что теория резонанса Лайнуса Полинга противоречит догмам диалектического материализма и поэтому должна быть отвергнута. Размах и резкость этого осуждения не имеет аналогов в истории химииОригинальный текст (англ.)The large majority of Russian papers on these subjects (...) apparently arising from the chauvinistic idea that the resonance theory of Linus Pauling opposes the tenets of dialectical materialism and therefore must be rejected. The intensity and crudeness of this invective appear to be without parallel in the annals of chemistry.

Хотя гонения на теорию резонанса иногда называют «лысенковщиной в химии», история этих гонений имеет ряд отличий от гонений на генетику в биологии. Как отмечает Лорен Грэхэм: «Химики сумели отразить эту серьёзную атаку. Модификации теории носили скорее терминологический характер». В 50-х гг. химики, не опровергая критики теории резонанса, развивали аналогичные теоретические (в том числе — квантовохимические) построения, используя термин «гибридизация».